# Kiffa
Kiffa é uma cidade no extremo sul da Mauritânia estando na região de Assaba. Kiffa está localizado acerca de 600 quilômetros da costa do Oceano Atlântico.